# Катастрофа C-46 под Голливудом
Катастрофа C-46 под Голливудом — авиационная катастрофа, случившаяся во вторник 12 июля 1949 года в районе Северного Голливуда и на северо-западной границе современного округа Лос-Анджелес. Пассажирский самолёт Curtiss C-46E-1-CS Commando американской авиакомпании Standard Air Lines заходил на посадку в аэропорт Голливуда, когда врезался в гору и разрушился, при этом погибли 35 человек.

## Самолёт
Curtiss C-46E-1-CS Commando с заводским номером 2936 был выпущен летом 1945 года в военном варианте и 13 июля поступил к заказчику — американским военно-воздушным силам, где получил бортовой номер 43-47410. 9 февраля 1947 года самолёт за ненадобностью передали Администрации военных активов, которое занималось распродажей излишков военной техники, накопившейся за годы Второй мировой войны. В апреле 1948 года борт 43-47410 был приобретён частной калифорнийской авиакомпанией Standard Air Lines, Inc., базирующейся в аэропорту Лонг-Бич. Самолёт поступил в неё 5 апреля и прошёл перерегистрацию, в результате которой его бортовой номер сменился на N79978.
Лайнер был оборудован двумя поршневыми авиационными двигателями Pratt & Whitney R-2800-75-5E-8 на которых были установлены воздушные винты фирмы Hamilton Standard, с автоматическим гидравлическим регулированием шага лопастей. Общая наработка борта N79978 составляла 1515 часов.

## Экипаж
Экипаж самолёта состоял из двух пилотов, находящихся в кабине, и двух стюардесс, которые работали в салоне:
- Командир воздушного судна — 33-летний Рой Г. Уайт (англ. Roy G. White). Имел общий лётный стаж 6038 часов, из которых 2760 часов были на двухмоторных самолётах, в том числе 140 часов на C-46[1].
- Второй пилот — 29-летний Гарольд Такер (англ. Harold Tucker). Его лётный стаж составлял 4445 часов, включая 30 часов на C-46[1].
- Старшая стюардесса — 26-летняя Шарлотта Гренандер (англ. Charlotte Grenander).
- Стюардесса — 24-летняя Мэриэнн Роуз (англ. Marianne Rose).

## Катастрофа
Самолёт выполнял пассажирский рейс SD-897R (позывные — N978 — от бортового номера) по маршруту Нью-Йорк — Чикаго — Канзас-Сити — Альбукерке — Бербанк — Лонг-Бич. В Канзас-Сити произошла смена экипажа, после чего в 23:21 11 июля борт N79978 вылетел в Альбукерке, при этом полёт проходил в условиях грозы, но в целом прошёл без отклонений. В Альбукерке экипаж начал готовиться к полёту до Бербанка. Всего на борту находились 44 пассажира, включая двух детей, а также 4 члена экипажа; на борту находилось 785 галлонов керосина и 60 галлонов масла, при этом общий вес лайнера составлял 39 746 фунтов (18 028 кг), что было в пределах допустимого, центровка также не выходила за установленные ограничения. В 04:24 самолёт вылетел из Альбукерке и, выполняя полёт по «правилам визуальных полётов», направился к Бербанку.
Поначалу полёт проходил в условиях грозы, сопровождающейся сильной турбулентностью, но после погода улучшилась. В 07:22 экипаж связался с диспетчером в Риверсайде и доложил о прохождении Риверсайда в 07:20 на высоте 9000 футов (2700 м), на 500 футов (150 м) выше облаков, после чего запросил информацию о верхней границе облачности близ Бербанка, до которого ещё было 67 миль (108 км) на запад, на что диспетчер сообщил о 2200 футов (670 м) над уровнем моря. Тогда экипаж подал план полёта по приборам от своего нынешнего местонахождения прямо на Бербанк, достижение которого было оценено в 07:40. На это Лос-Анджелесский центр управления воздушным движением выдал следующее разрешение: Диспетчер разрешает N978 следовать прямо от нынешнего положения до пересечения Сими (Simi), поддерживая возвышение [над препятствиями] в 500 футов (150 м). Сохраняйте возвышение в 500 футов до установления связи с «Бербанк—контроль» на 248 кГц. Сразу переходите на связь с контроля на «Бербанк—подход», когда приблизитесь к Бербанку.
В 07:35 экипаж первый раз установил связь с диспетчером взлёта и посадки («Бербанк—башня») и запросил информацию о погоде, на что получил данные на 07:25: сплошная облачность [с нижней границей] на 800 футов (240 м), тонкая неясная, видимость две мили, дымка. Также диспетчер предупредил о ещё одном самолёте — Cessna, который проходил радиомаяк Чатсворт (находится на удалении 10,8 мили (17 км) на запад-северо-запад от радиомаяка Бербанк) и ожидал прямой заход. После этого в 07:36 диспетчер связался с экипажем «Цессны» и дал разрешение на посадку, после чего сразу перешёл на связь с экипажем «Кёртиса», которому сообщил: Разрешается выполнять прямой подход к аэродрому, полоса семь, давление аэродрома три ноль ноль два [30,02 дюйма (763 мм) рт. ст.], время сейчас три шесть [07:36]. С самолёта подтвердили получение разрешения, а также доложили о своём местонахождении — подходят к зоне Бербанк, но при этом не назвали высоту. Это был последний радиообмен с бортом N79978.

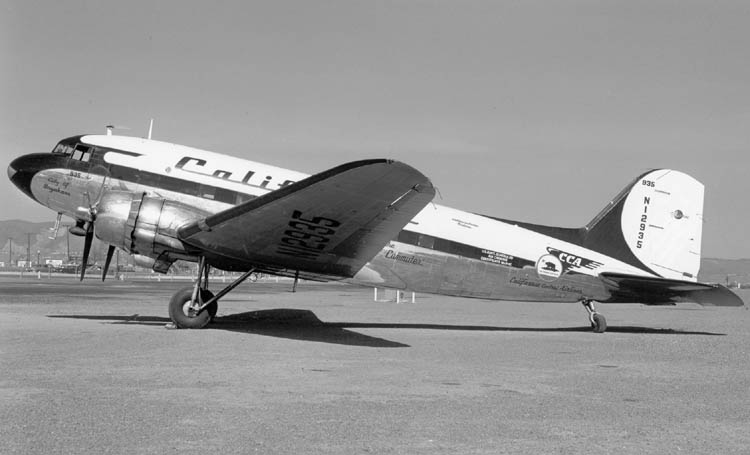
Douglas DC-3 компании California Central Airlines

Тем временем к Бербанку приближался Douglas DC-3 авиакомпании California Central Airlines, который выполнял рейс 81. В 07:45 его экипаж доложил о подходе к зоне аэропорта, на что диспетчер направил его к северо-западу от Сими с сохранением 500 футов над препятствиями, пока борт N79978 не выполнит посадку. Однако время шло, но самолёт компании Standard Air Lines всё ещё не приземлялся, а его экипаж на вызовы не отвечал и на связь не выходил. Тогда диспетчеры обратились к экипажу самолёта California Central Airlines отыскать пропавший авиалайнер. К тому времени погодные условия уже начали улучшаться, в том числе стал рассеиваться слой облачности. В 08:00 с «Дугласа» доложили о наблюдении горящих обломков в горах Санта-Сусана в трёх милях западнее Чатсворта.
Летящий в облаках по курсу 239° (при установленном схемой 232°) на высоте 1890 футов (580 м) над уровнем моря «Кёртис» врезался в пологий (уклон 30°) и покрытый лесом склон горы Чатсворт высотой 2313 футов (705 м). Врезавшись сперва в кусты и деревья, самолёт через 60 футов (18 м) ударился правым воздушным винтом в 8-футовый (2,5 м) валун, при этом также было повреждено правое крыло. Затем правое крыло врезалось уже в землю и почти полностью разрушилось. Помимо этого, в процессе движения по земле фюзеляж врезался в ещё один валун, в результате чего разбил переднюю часть. О камни ударилось и левое крыло. Потеряв оба двигателя и почти лишившись крыльев, фюзеляж наконец остановился на удалении 360 футов (110 м) от точки первого удара, после чего был охвачен пожаром.
Катастрофа произошла по расчётам в 07:43, исходя из крейсерской скорости полёта самолёта и последнего доклада экипажа о их местонахождении, в точке координат 34°15′30″ с. ш. 118°38′15″ з. д.. В происшествии погибли 35 человек: пилоты Уайт и Такер, стюардесса Роуз, а также 32 пассажира. Выжили старшая стюардесса Гренандер и 12 пассажиров (в том числе актриса и танцовщица Карен Марш), которые получили серьёзные травмы.

## Расследование

### Предварительные результаты
На момент катастрофы окрестности Лос-Анджелеса были равномерно покрыты слоем облачности с верхней границей 2400 футов (730 м), притом, что экипажу в 07:20 сообщалось о верхней границе облачности 2200 футов (670 м). К тому же облака полностью закрыли находящуюся по курсу гору, на что указывают и показания выживших пассажиров, согласно которым за две-три минуты до удара о землю самолёт влетел в облака. Всего через несколько минут после катастрофы облака начали рассеиваться и вскоре небо прояснилось. Условий для отложений льда на самолёте, за время следования в облаках, не было.
Схема захода на посадку по приборам в аэропорт Бербанка была достаточно известна и опубликована в Сборнике управления по гражданской авиации (англ. Civil Aeronautics Administration publication). Командир самолёта Рой Уайт считался достаточно опытным пилотом, чей лётный стаж составлял шесть тысяч часов, в том числе почти полторы сотни часов на «Кёртисах С-46», и он совершал около сотни посадок по приборам в аэропорту Бербанка. Опыт второго пилота Гарольда Такера был скромнее, но и он также совершил достаточное число заходов на посадку по приборам в аэропорт Берабанк.
Был обнаружен один из высотомеров, который имел настройку давления 30,08 дюйма (764 мм) рт. ст. и показывал высоту 1940 футов (590 м). Оба пилота погибли, сидя на своих местах, к которым были закреплены ремнями безопасности. Признаков, что на борту до столкновения был какой-нибудь отказ систем или двигателей, следователи не обнаружили. Запас топлива был достаточным для выполнения полёта, включая необходимый навигационный запас (для полёта к запасному аэродрому), что и привело к сильному пожару после катастрофы. Радионавигационное оборудование аэропорта Голливуд, по имеющимся данным, работало исправно.
Согласно показаниям выжившей стюардессы, минут за 40 до катастрофы в салоне произошла перепалка между двумя пассажирами, и даже успело дойти до рукоприкладства, когда стюардесса разделила их и сообщила о случившемся командиру судна. Тот вышел в салон и, пройдя в его хвостовую часть, поговорил с обоими участниками потасовки, после чего вернулся в кабину. За время, пока он находился в хвосте, как заявила стюардесса, никто из пассажиров не проходил в кабину. Сам командир из кабины больше не выходил, хотя в 07:22 сообщил о случившемся в салоне диспетчеру в Риверсайде, а минут за 8 до столкновения с горой попросил диспетчера «Бербанк—башня», чтобы самолёт встретила полиция.

### Анализ данных
Оним из факторов, приведших к катастрофе, стало преждевременное решение пилотов за несколько минут до происшествия снизиться в слой сплошной облачности. Тем самым было нарушено одно из ключевых правил выполнения визуальных полётов о сохранении безопасной высоты при полёте над препятствиями, коим в данной ситуации был слой облачности с верхней границей до 2400 футов (730 м), а потому столкновение произошло на 1000 футов (300 м) ниже безопасной для данного случая высоты (2900 футов (880 м) над уровнем моря, то есть на 500 футов (150 м) выше слоя облачности). Есть вероятность, что на это решение повлияло начало рассеивания облачности под лучами утреннего солнца. Уже не раз выполнявший визуальные заходы на посадку в этот аэропорт, командир понадеялся, что небо прояснится достаточно быстро, ещё до посадки. Либо он сперва снизился в разрыв между облаков, считая, что сможет выполнять визуальный полёт в этом разрыве, который будет увеличиваться с таянием облаков.
Также на такое решение могло повлиять то, что от Канзас-Сити полёт проходил в условиях грозы и сильной турбулентности, и общая продолжительность лётного времени составляла 8 часов 22 минуты. В результате экипаж на подходе к Бербанку был сильно утомлён, в результате чего мог выполнять заход на посадку с нарушениями правил.
Есть ещё вариант, что командир судна в тот момент думал о ссоре в салоне, и что после посадки в Голливудском аэропорту этих хулиганов заберёт полиция. Но с другой стороны, прошло уже 40 минут, в течение которых командир больше не выходил в салон, поэтому маловероятно, чтобы пилоты начали снижаться раньше времени из-за потасовки среди пассажиров.
Что касается материальной части, то не имелось никаких признаков неисправностей на борту, запас топлива был достаточный, а экипаж не докладывал на землю ни о каких отказах систем и не объявлял чрезвычайную ситуацию. Один из найденных высотомеров имел настройку давления на 0,06 дюйма (1,5 мм) выше переданного диспетчером за несколько минут до этого, в результате чего мог завышать высоту до 60 футов (18 м), но эта погрешность всё же невелика, а потому по этому высотомеру можно было определить, что самолёт начал снижаться. Таким образом, можно утверждать, что катастрофа произошла по вине экипажа, нарушившего схему выполнения захода на посадку.

### Причина катастрофы
1. Авиакомпания, самолёт и экипаж имели необходимые сертификаты;
2. Нет никаких доказательств механической неисправности, либо разрушения конструкции до столкновения;
3. Нет никаких доказательств неисправности самолётного и наземного радиооборудования;
4. Ссора между пассажирами не имела прямого влияния на безопасность выполнения полёта;
5. Самолёт снизился ниже безопасной высоты в начале, либо в процессе выполнения разворота при выполнении схемы подхода к аэропорту;
6. Столкновение с горой произошло в процессе выполнения схемы подхода, при этом самолёт находился на 1000 футов (300 м) ниже высоты, где он должен был находиться при фактических погодных условиях;
7. Место катастрофы расположено почти точно на линии пути схемы подхода от приводного радиомаяка Чатсворт, а при столкновении с горой курс полёта был почти такой, какой установлен правилами для данной схемы;
8. В результате происшествия самолёт разрушился, при этом погибли 35 из 48 человек на борту.

Причиной катастрофы была названа ошибка пилотов, которые при выполнении схемы подхода по приборам к аэропорту Бербанка преждевременно снизились под безопасную высоту.

## Последствия
После катастрофы авиакомпания Standard Air Lines прекратила полёты и вскоре была упразднена.

### Комментарии
1. ↑  Здесь и далее указано Тихоокеанское время (PST).